# MDMX
As extensões MDMX foram introduzidas pela SGI e pela sua subsidiária MIPS Technologies em 1996 nos processadores da família MIPS.
Incluem um acumulador de produtos de 192 bits.
Utilizam os registos da unidade de vírgula flutuante.